# 시뮤트랜스
시뮤트랜스(Simutrans)는 승객, 우편, 물건을 두 장소 간 육로와 항로, 그리고 수로를 통해 전달하는 교통 체계를 건설, 관리함으로써 플레이어가 성공적인 교통 체계를 운영하는 것을 목적으로 하는 크로스 플랫폼 시뮬레이션 게임이다. OpenTTD와 같이, 시뮤트랜스는 오픈 소스 교통 게임으로, 트랜스포트 타이쿤에서 아이디어를 얻어 만들어졌다.

## 개발
시뮤트랜스는 1997년 Hansjörg Malthaner가 처음 작성하였다.

## 갤러리

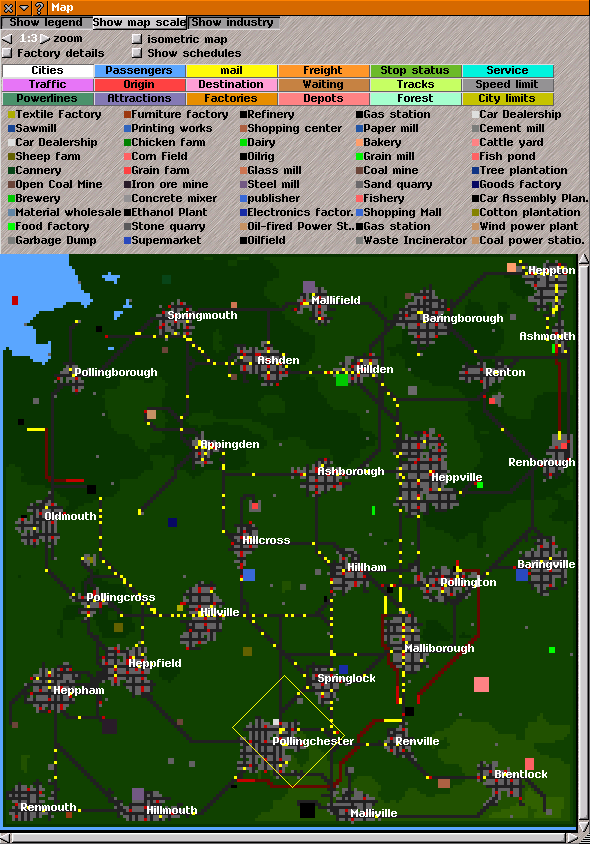
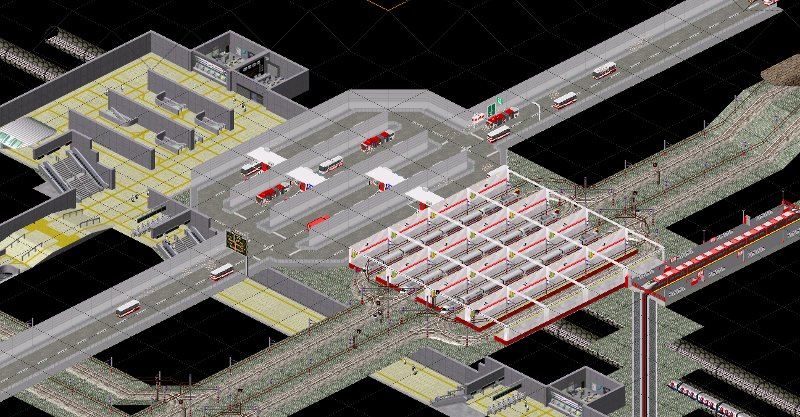

## 같이 보기
- 심시티
- OpenTTD